# Nehodiv
Nehodiv (en allemand : Nehodiw) est une commune du district de Klatovy, dans la région de Plzeň, en République tchèque. Sa population s'élevait à 65 habitants en 2021.

## Géographie
Nehodiv se trouve à 20 km à l'est de Klatovy, à 39 km au sud-sud-est de Plzeň et à 98 km au sud-ouest de Prague.
La commune est limitée par Plánice à l'ouest et au nord, et par Myslív à l'est et au sud.

## Histoire
La première mention écrite du village date de 1558.

## Galerie

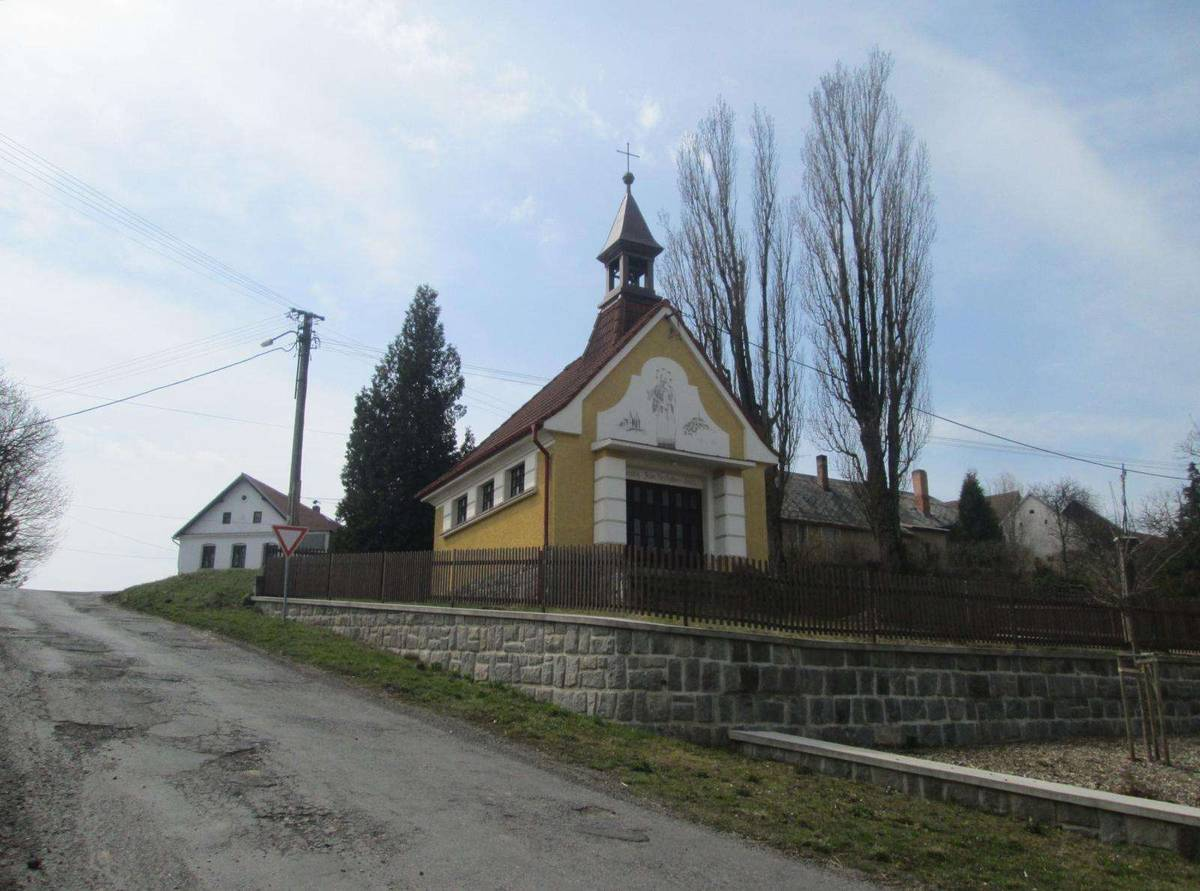
Chapelle à Nehodiv.
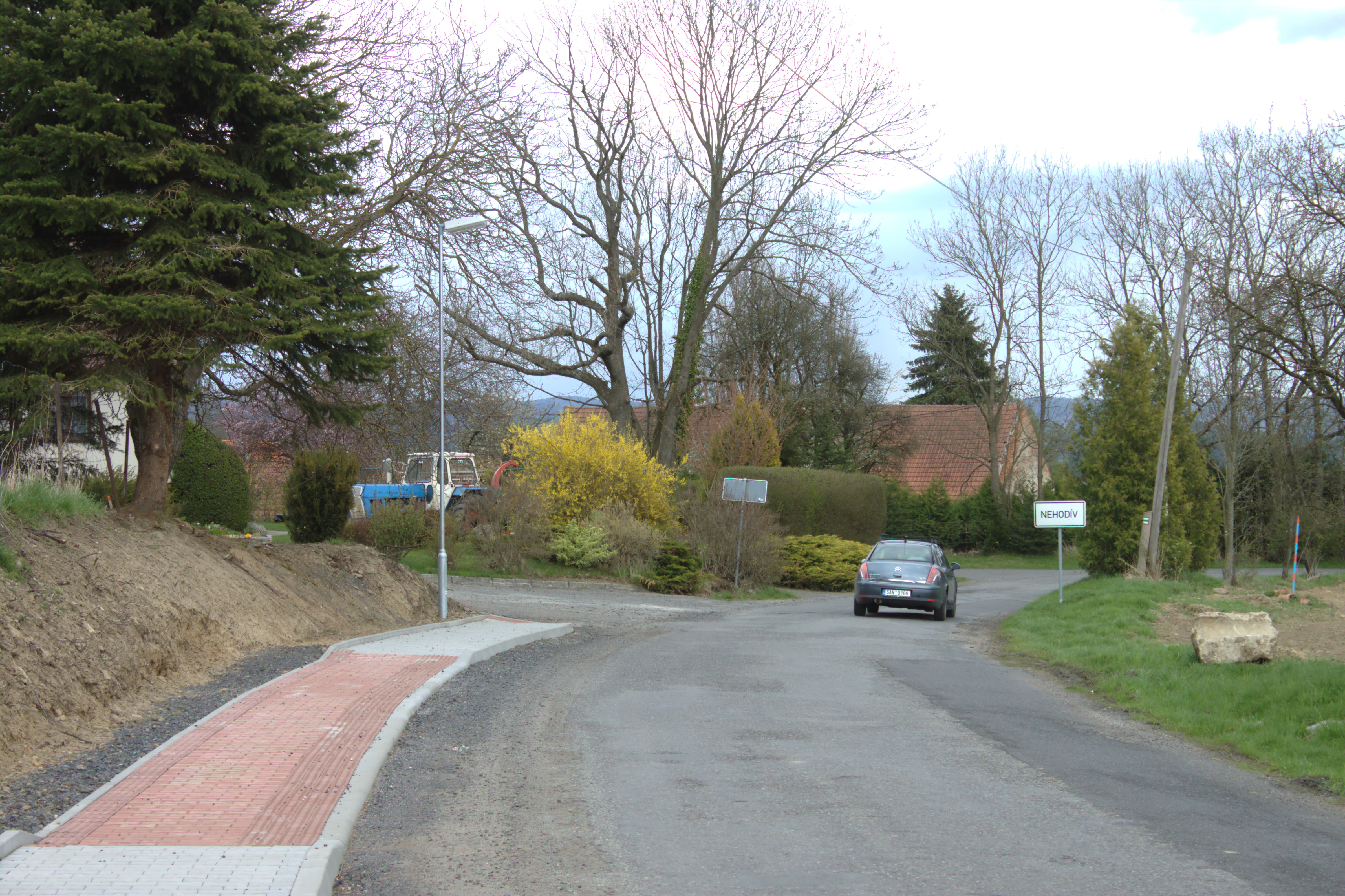
Nehodiv : rue principale.

## Transports
Par la route, Nehodiv se trouve à 10 km de Nepomuk, à 22 km de Klatovy, à 46 km de Plzeň et à 119 km de Prague.